# Ioan A. Georgescu
Ioan Al. Georgescu (n. 19 noiembrie 1888 – d. 20 martie 1951) a fost un general român care a luptat în cel de-al Doilea Război Mondial.
A absolvit Școala de Ofițeri în 1910.
A fost înaintat în 10 mai 1934 la gradul de colonel și în 24 ianuarie 1942 la gradul de general de brigadă.

## Decorații
- Ordinul „Steaua României” în gradul de ofițer (8 iunie 1940)[3]